# Duan Yucai

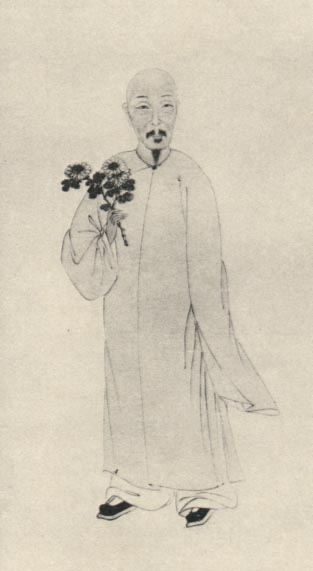
Duan Yucai
(Qingdai xuezhe xiangzhuan)

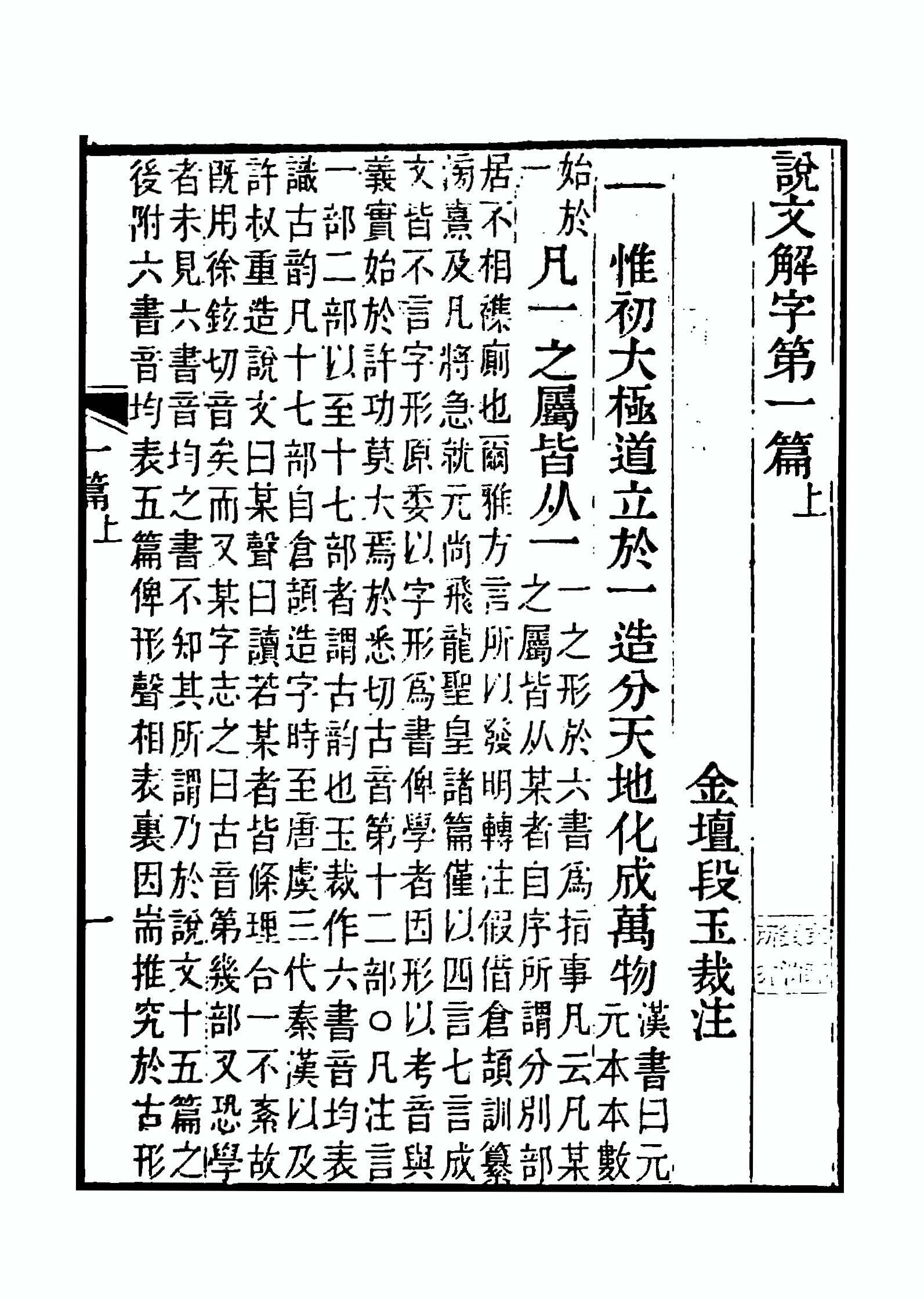
Shuowen jiezi zhu 说文解字注, Seite 1

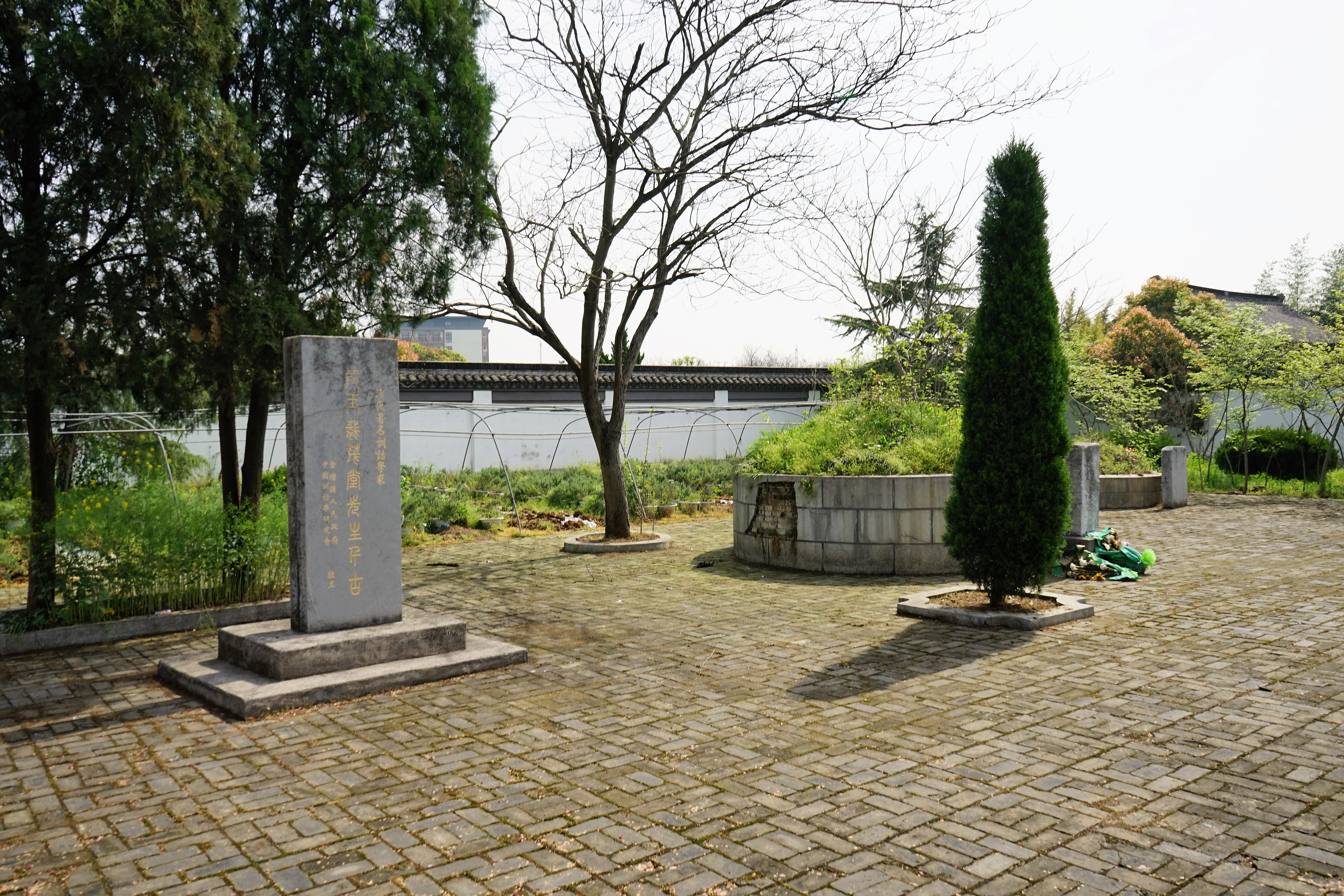
Grab von Duan Yucai (Denkmal der Provinz Jiangsu)

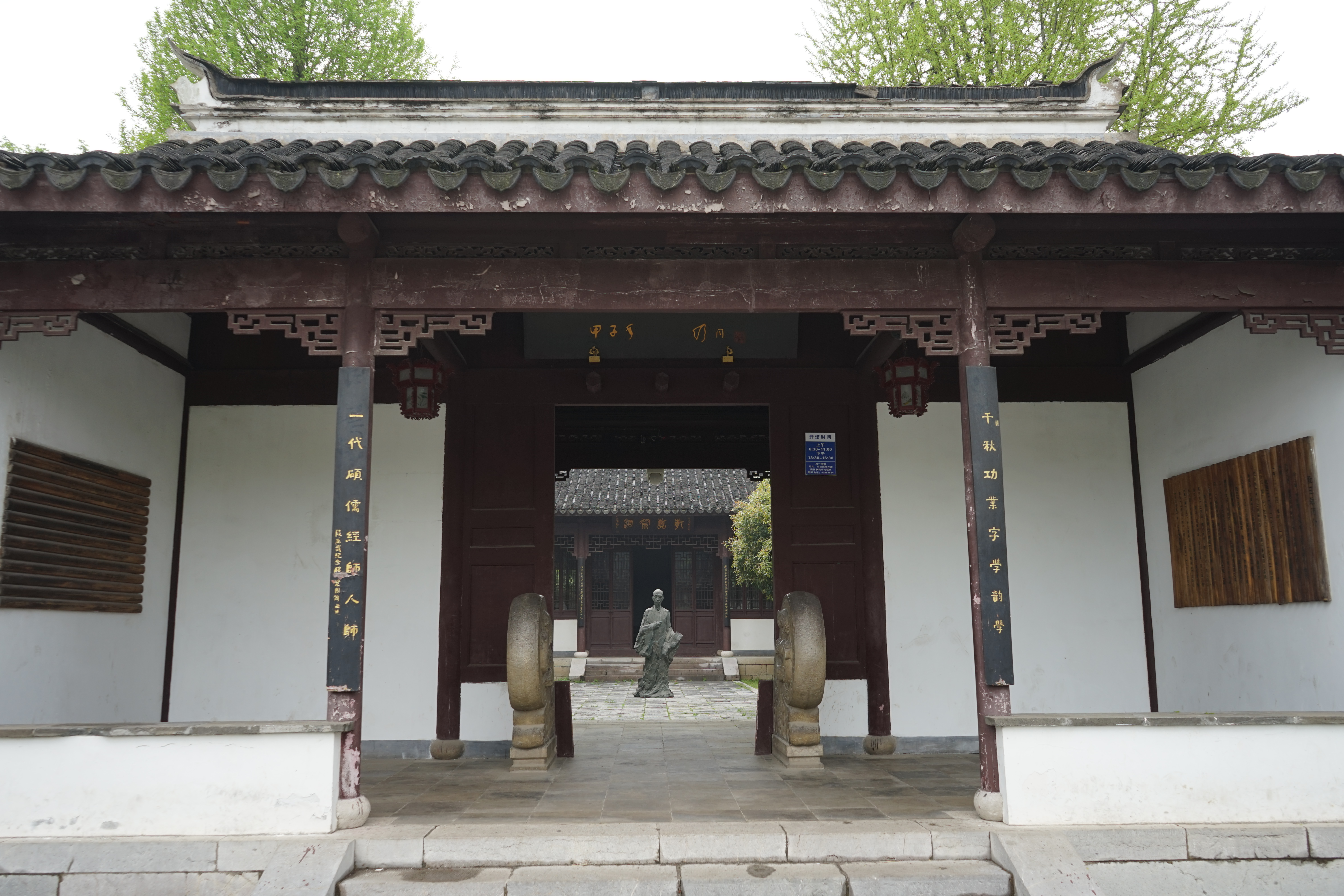
Duan-Yucai-Gedenkstätte (Duan Yucai jinianguan)

Duan Yucai  (chinesisch 段玉裁, Pinyin Duàn Yùcái, W.-G. Tuan Yü-ts'ai; geboren 1735; gestorben 1815) war ein bekannter chinesischer Sprachwissenschaftler und Grammatologe. Er stammt aus Jintan in der Provinz Jiangsu und war mit dem Linguisten Dai Zhen eng befreundet. Er war ein Mitglied der Wan-Schule (Anhui-Schule), der auch Wang Niansun und Wang Yinzhi angehörten. Als Beamter nahm er einen Posten in der Grenzregion an, später widmete er sich wieder der Sprachwissenschaft. Er ist insbesondere für seine Arbeit zu Xu Shens Meisterwerk Shuowen jiezi  bekannt und der zum Shangshu. Materialien zu seiner Lebensgeschichte sind unter anderem im Qingshi gao (清史稿) und Qingshi liezhuan (清史列傳) enthalten. Sein Grab steht seit 2002 auf der Liste der Denkmäler der Provinz Jiangsu.

## Werke (Auswahl)
- Guwen Shangshu zhuanyi 古文尚书撰异 (Huang Qing jingjie 皇清经解)
- Shuowen jiezi zhu 说文解字注 (fotografische Reproduktion des Shanghai guji chubanshe 1981 nach dem Druck in der Jingyunlou-Sammlung 经韵楼藏版)
- Liushu yinyun biao 六书音韵表 (Zhonghua shuju 1983)